# Metamicrocotyla mugilis
Metamicrocotyla mugilis är en plattmaskart. Metamicrocotyla mugilis ingår i släktet Metamicrocotyla och familjen Microcotylidae. Inga underarter finns listade i Catalogue of Life.